# Nellie Rose Talbot
Nellie Rose Talbot (24 agosto 1999) è un'ex sciatrice alpina statunitense.

## Biografia
Specialista delle prove tecniche attiva dal novembre del 2015, in Nor-Am Cup Nellie Rose Talbot ha esordito il 24 novembre 2015 a Jackson Hole in slalom speciale (21ª), ha colto l'unico podio il 10 febbraio 2016 a Whiteface Mountain in slalom gigante (3ª) e ha preso per l'ultima volta il via il 28 marzo 2022 a Sugarloaf in slalom speciale (31ª); si è ritirata nel febbraio del 2024. Non ha debuttato in Coppa del Mondo e non ha preso parte a rassegne olimpiche o iridate.

## Palmarès

### Nor-Am Cup
- Miglior piazzamento in classifica generale: 20ª nel 2019
- 1 podio:
  - 1 terzo posto

### Campionati statunitensi
- 1 medaglia:
  - 1 bronzo (supergigante nel 2018)